# Diócesis de Tacuarembó
La diócesis de Tacuarembó (en latín: Dioecesis Tacuarembiana) es una circunscripción eclesiástica de la Iglesia católica en Uruguay. Se trata de una diócesis latina, sufragánea de la arquidiócesis de Montevideo. Desde el 19 de junio de 2018 su obispo es Pedro Ignacio Wolcan Olano.

## Territorio y organización
La diócesis tiene 24 804 km² y extiende su jurisdicción sobre los fieles católicos de rito latino residentes en los departamentos de Tacuarembó y Rivera.
La sede de la diócesis se encuentra en la ciudad de Tacuarembó, en donde se halla la Catedral de San Fructuoso.
En 2020 en la diócesis existían 16 parroquias:
Erigida por Dámaso Antonio Larrañaga, vicario apostólico del Uruguay
- San Fructuoso, en Tacuarembó, el 30 de agosto de 1834.

Erigidas por Inocencio María Yéregui, obispo de Montevideo
- Inmaculada Concepción, en Rivera, el 6 de diciembre de 1884;
- Nuestra Señora del Carmen, en San Gregorio de Polanco, en 1886;

Erigida por Mariano Soler, arzobispo de Montevideo
- Santa Isabel, en Paso de los Toros, el 18 de septiembre de 1903.

Erigidas por Miguel Paternain, obispo de Florida-Melo
- San Juan Bosco, en Minas de Corrales, el 7 de abril de 1942;
- María Auxiliadora, en Vichadero, el 7 de abril de 1942;
- Santa Cruz, en Tacuarembó, el 8 de diciembre de 1943;
- Santo Domingo de Guzmán, en Rivera, el 4 de agosto de 1951;
- Sagrado Corazón de Jesús, en Tranqueras, el 9 de agosto de 1951;
- Santísimo Sacramento y Santa Teresita, en Las Toscas de Caraguatá, el 16 de julio de 1954.

Erigida por Carlos Parteli, obispo de Tacuarembó
- San Pedro, en Rivera, el 1 de junio de 1961;
- Nuestra Señora de Lourdes, en Tacuarembó, el 15 de agosto de 1965.

Erigidas por Miguel Balaguer, obispo de Tacuarembó
- Sagrado Corazón de Jesús, en Rivera, el 5 de marzo de 1967;
- San José Obrero, en Achar, el 10 de mayo de 1973.

Erigida por Julio Bonino, obispo de Tacuarembó
- Diaconía Santa Rita, en Moirones.
- Parroquia y Santuario Diocesano de Nuestra Señora de Itatí, en Ansina.

## Historia
La diócesis fue erigida el 22 de octubre de 1960 con la bula Quod impiger del papa Juan XXIII, obteniendo el territorio de la diócesis de Florida.
El 15 de noviembre de 1974, con la carta apostólica Quamquam adversa, el papa Pablo VI confirmó a la Santísima Virgen María Inmaculada del Sagrado Nombre (Beata Maria Virgo Immaculata a sacro Nomismate) como patrona principal de la diócesis.

## Estadísticas
Según el Anuario Pontificio 2021 la diócesis tenía a fines de 2020 un total de 97 600 fieles bautizados.
| Año                                                                             | Población            | Población | Población      | Sacerdotes | Sacerdotes    | Sacerdotes    | Bautizados por sacerdote | Diáconos permanentes | Religiosos | Religiosos | Parroquias |
| Año                                                                             | Bautizados católicos | Total     | % de católicos | Total      | Clero secular | Clero regular | Bautizados por sacerdote | Diáconos permanentes | Varones    | Mujeres    | Parroquias |
| ------------------------------------------------------------------------------- | -------------------- | --------- | -------------- | ---------- | ------------- | ------------- | ------------------------ | -------------------- | ---------- | ---------- | ---------- |
| 1966                                                                            | 95 000               | 154 905   | 61.3           | 29         | 14            | 15            | 3275                     |                      | 9          | 81         | 13         |
| 1968                                                                            | ?                    | 154 905   | ?              | 27         | 15            | 12            | ?                        |                      | 16         | 85         | 14         |
| 1976                                                                            | 198 660              | 220 733   | 90.0           | 33         | 13            | 20            | 6020                     |                      | 23         | 76         | 15         |
| 1980                                                                            | 152 600              | 170 900   | 89.3           | 25         | 11            | 14            | 6104                     |                      | 20         | 71         | 15         |
| 1990                                                                            | 148 750              | 175 000   | 85.0           | 23         | 12            | 11            | 6467                     | 1                    | 12         | 48         | 15         |
| 1999                                                                            | 127 545              | 182 900   | 69.7           | 27         | 12            | 15            | 4723                     | 8                    | 21         | 49         | 16         |
| 2000                                                                            | 125 870              | 179 814   | 70.0           | 26         | 12            | 14            | 4841                     | 7                    | 19         | 49         | 16         |
| 2001                                                                            | 125 870              | 183 814   | 68.5           | 24         | 10            | 14            | 5244                     | 7                    | 20         | 52         | 16         |
| 2002                                                                            | 125 870              | 183 814   | 68.5           | 24         | 10            | 14            | 5244                     | 7                    | 20         | 51         | 16         |
| 2003                                                                            | 125 875              | 183 814   | 68.5           | 23         | 13            | 10            | 5472                     | 7                    | 16         | 46         | 16         |
| 2004                                                                            | 126 567              | 183 414   | 69.0           | 23         | 12            | 11            | 5502                     | 8                    | 15         | 46         | 16         |
| 2010                                                                            | 98 500               | 196 000   | 50.3           | 22         | 11            | 11            | 4477                     | 8                    | 16         | 44         | 16         |
| 2014                                                                            | 99 900               | 198 800   | 50.3           | 20         | 11            | 9             | 4995                     | 8                    | 12         | 35         | 16         |
| 2017                                                                            | 101 055              | 201 000   | 50.3           | 21         | 10            | 11            | 4812                     | 5                    | 15         | 33         | 16         |
| 2020                                                                            | 97 600               | 194 200   | 50.3           | 19         | 8             | 11            | 5136                     | 4                    | 14         | 24         | 16         |
| Fuente: Catholic-Hierarchy, que a su vez toma los datos del Anuario Pontificio. |                      |           |                |            |               |               |                          |                      |            |            |            |

## Episcopologio
- Carlos Parteli Keller † (3 de noviembre de 1960-26 de febrero de 1966 nombrado obispo de Montevideo)
- Miguel Balaguer † (26 de febrero de 1966-28 de enero de 1983 renunció)
- Daniel Gil Zorrilla, S.I. † (28 de enero de 1983-8 de marzo de 1989 nombrado obispo de Salto)
- Julio César Bonino Bonino † (20 de diciembre de 1989-8 de agosto de 2017 falleció)
- Pedro Ignacio Wolcan Olano, desde el 19 de junio de 2018